# Charonia tritonis
Charonia tritonis, còn gọi là ốc kèn Triton hay pū, là một loài ốc biển kích thước rất lớn, là động vật thân mềm chân bụng sống ở biển trong họ Charoniidae.

## Phân bố
Loài này được tìm thấy khắp Ấn Độ Dương-Thái Bình Dương.

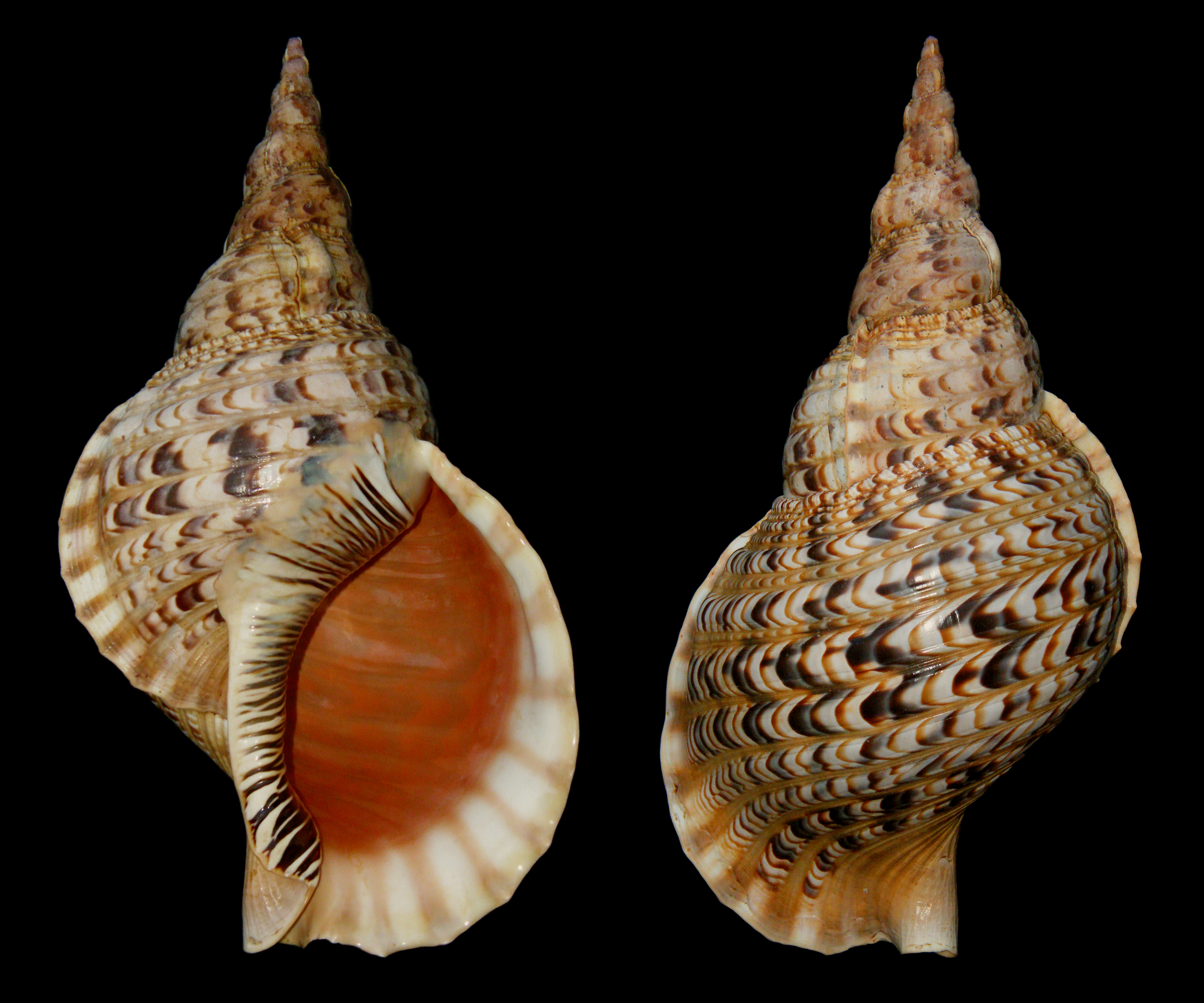
Hai phía vỏ ốc Charonia tritonis.

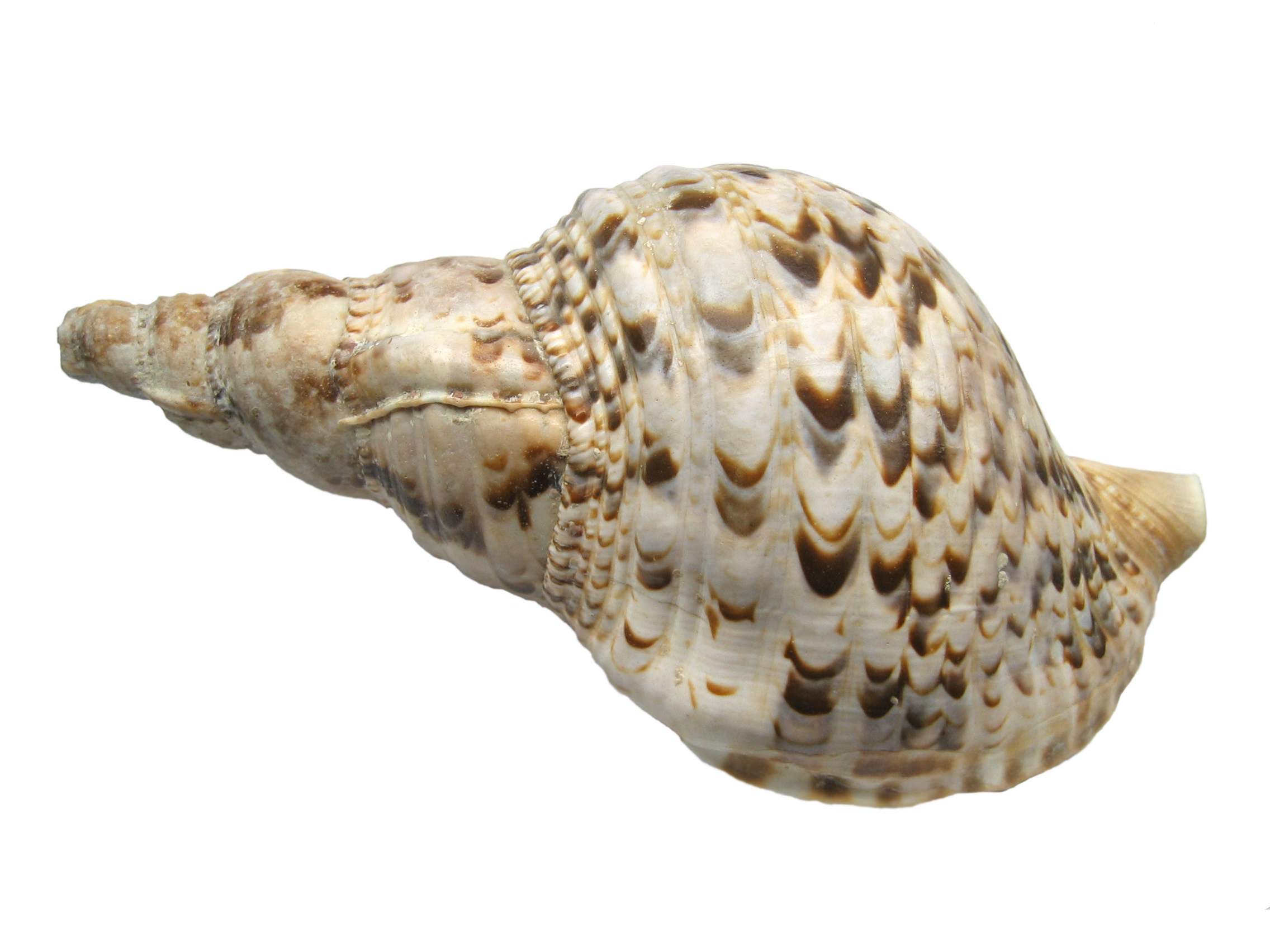
Vỏ của Charonia tritonis

## Sử dụng
Con người sử dụng vỏ của loài này để làm vật trang trí và đôi dùng để làm kèn giống như trumpet (như horagai của Nhật).

## Hình ảnh

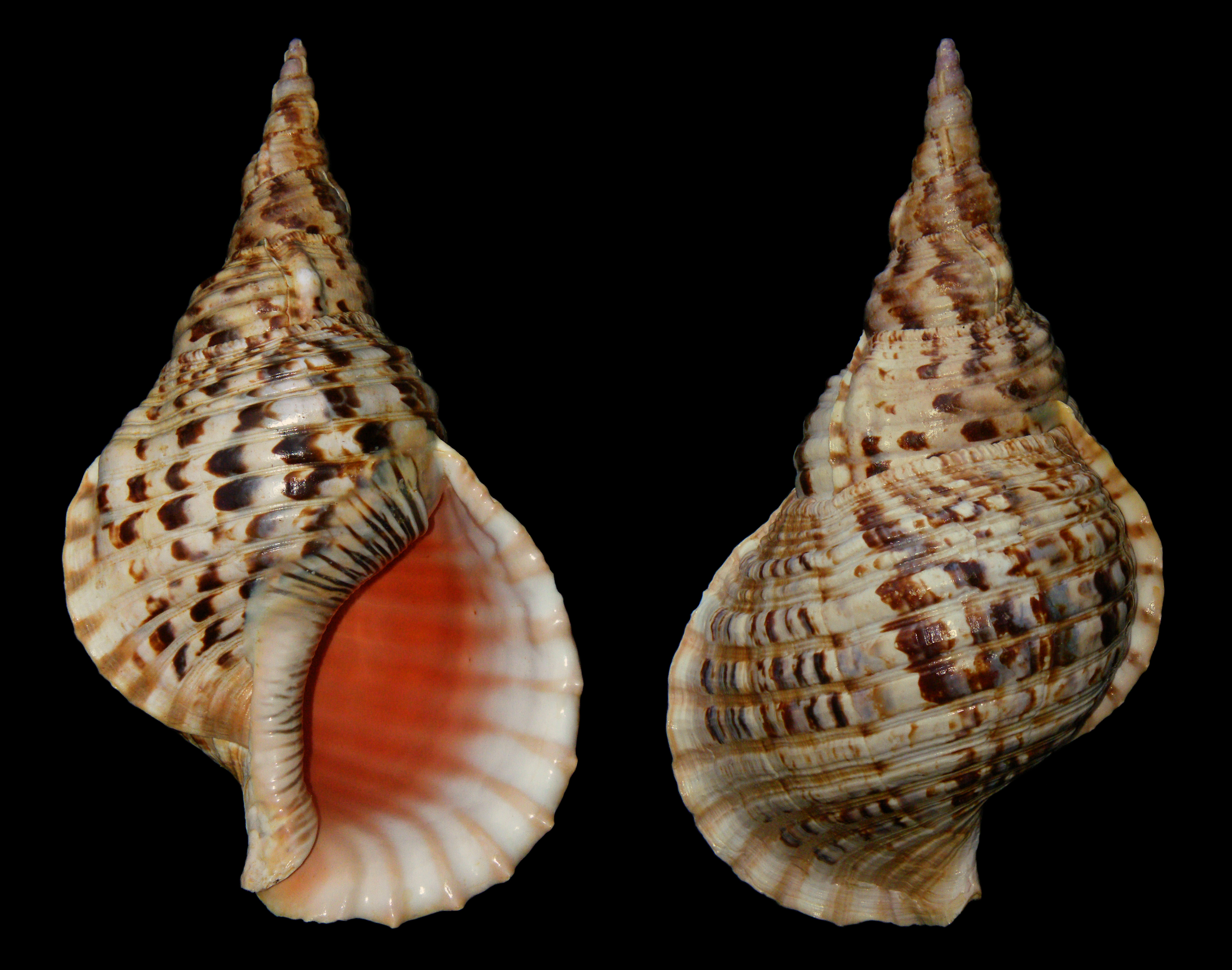
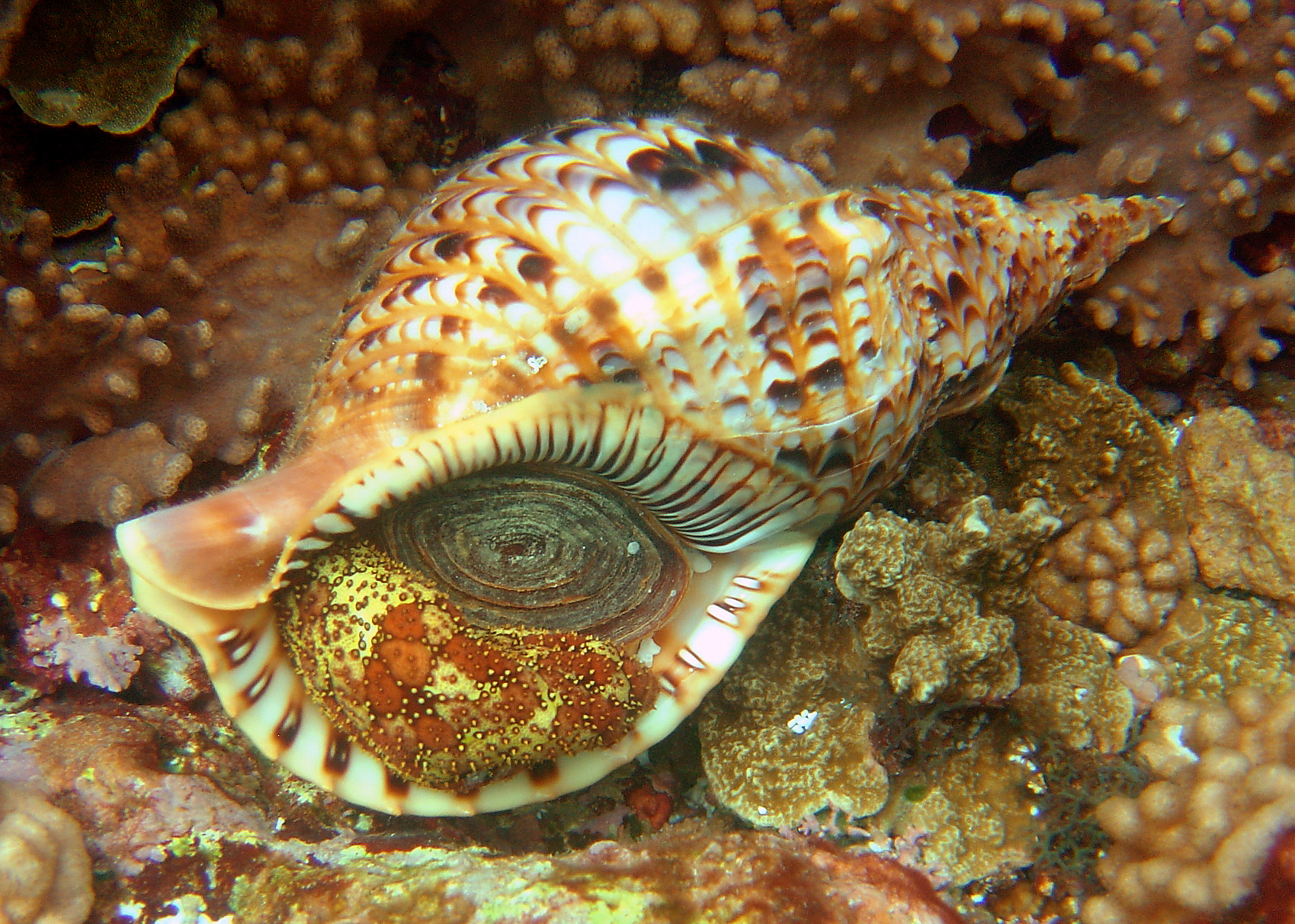
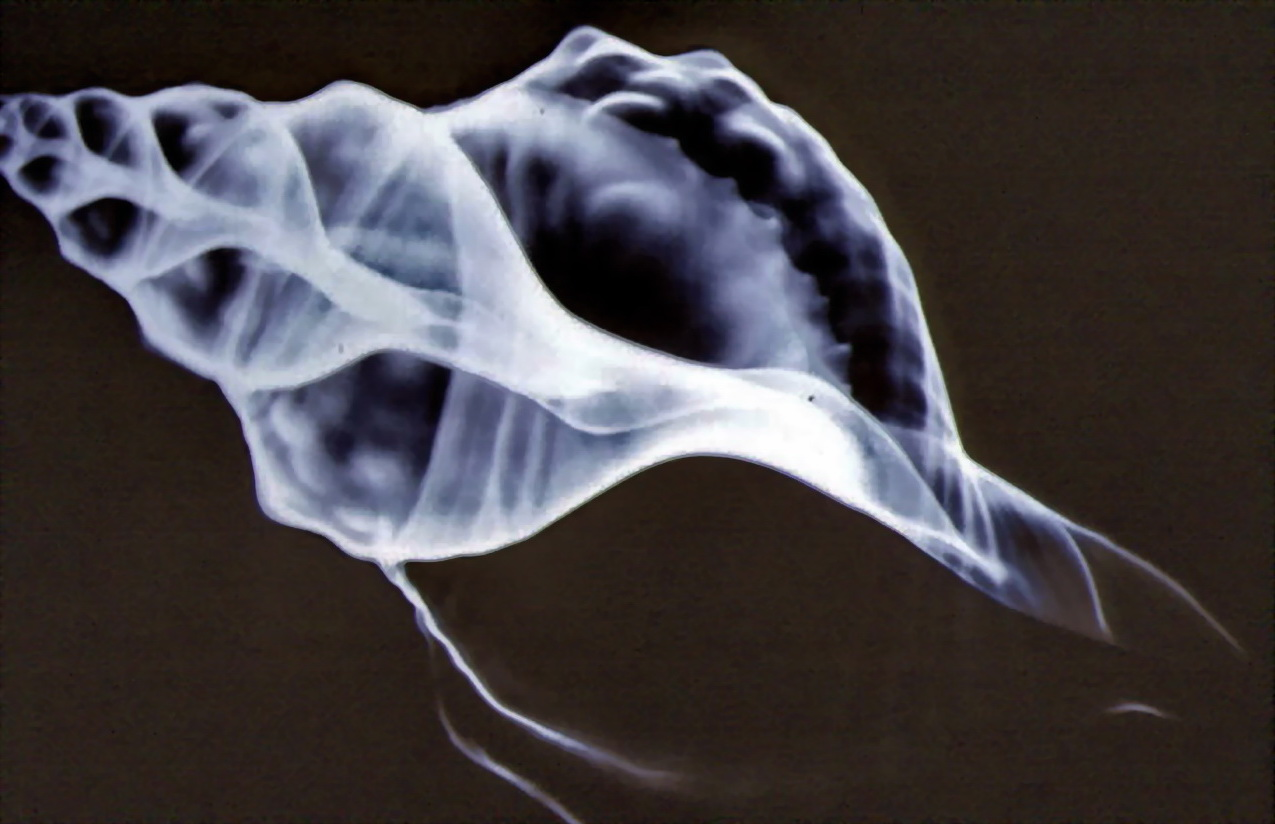
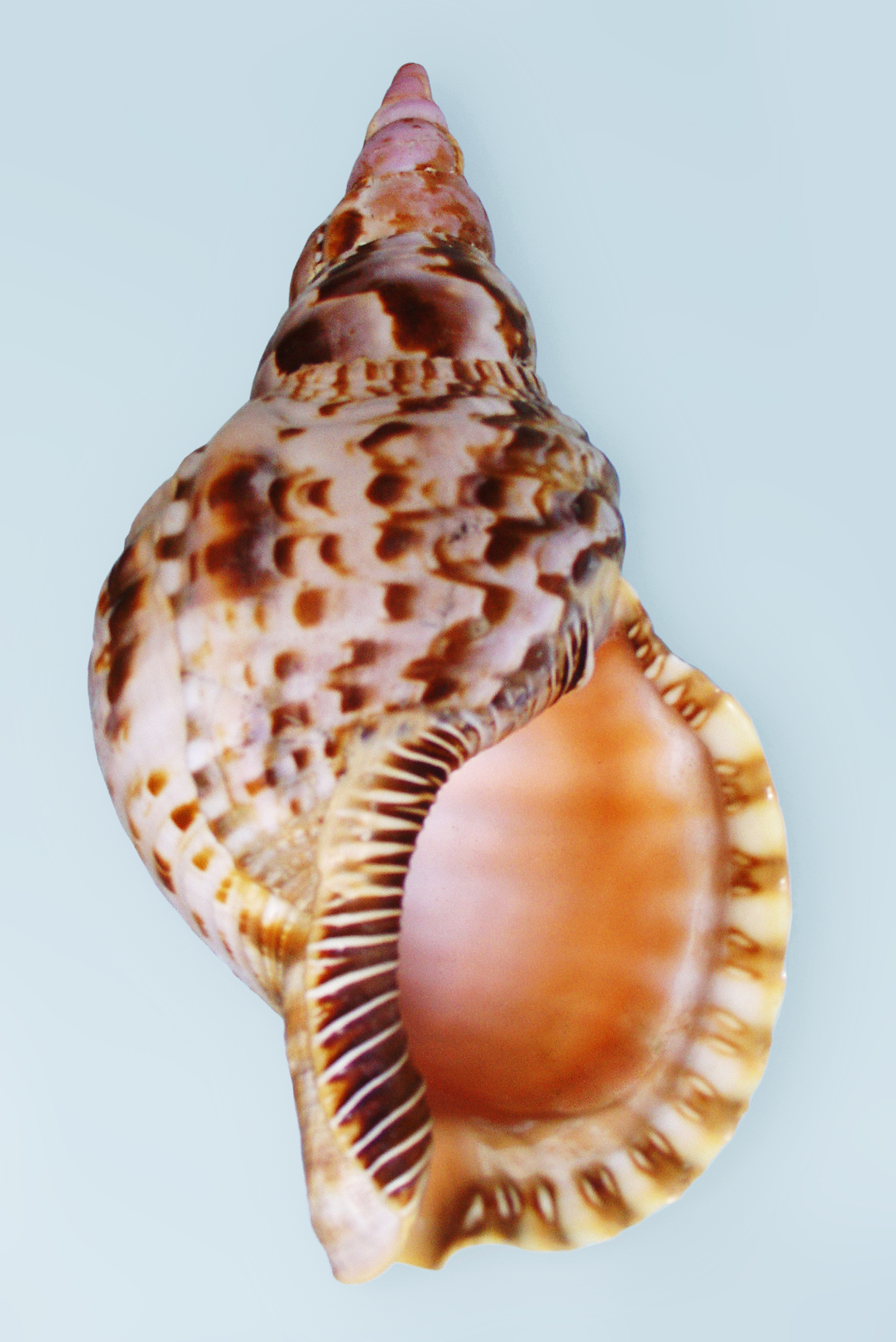